# Myriochele gracilis
Myriochele gracilis är en ringmaskart som beskrevs av Hartman 1955. Myriochele gracilis ingår i släktet Myriochele och familjen Oweniidae. Inga underarter finns listade i Catalogue of Life.